# Jorge Selume
Jorge Constantino Demetrio Selume Zaror (5 de septiembre de 1951) es un economista, académico, investigador y empresario chileno de origen palestino. Se desempeñó como titular de la Dirección de Presupuestos (Dipres) durante la dictadura militar del general Augusto Pinochet, desde 1984 hasta 1989.

## Primeros años
De origen árabe, estudió en el Colegio Alemán de la capital y luego ingeniería comercial con mención en economía en la Universidad de Chile, lugar donde conoció al empresario Álvaro Saieh, de quien llegaría a ser uno de sus más cercanos colaboradores.

## Trayectoria pública
Una vez titulado ingresó a la estatal Odeplán, entidad que precedió al actual Ministerio de Planificación y Cooperación. Más tarde, motivado por personajes como Sergio de Castro, Miguel Kast, Jorge Cauas y Carlos Massad, postuló a una beca y partió a la Universidad de Chicago en los Estados Unidos con el fin de perfeccionarse.
De vuelta en su país se convirtió en jefe del Departamento de Economía de la Universidad de Chile y luego en decano de la actual Facultad de Economía y Negocios.
En paralelo a esto participó en numerosos directorios de empresas entonces en manos del Estado. A los 28 años fue llamado por Pinochet a servir como director de Presupuestos por recomendación del ministro de Hacienda, Hernán Büchi, tocándole encarar el terremoto de 1985.
Una vez finalizada la dictadura militar colaboró en el fallido intento de Büchi de alzarse como presidente de su país.
Su salto en materia empresarial lo dio en los años 80 con la compra del intervenido Banco Osorno, en conjunto con otros socios -grupo conocido como Las Diez Mezquitas- entre los que se contaba el propio Saieh. Esta entidad sería revitalizada y finalmente vendida en 1996 al Banco Santander Chile en 495 millones de dólares, la mayor transacción de la historia del sistema financiero chileno hasta entonces.
Tras ello, miembros del grupo entre los que se encontraba Selume iniciaron negociaciones para adquirir a la Sociedad Nacional de Minería (Sonami) el Banco Concepción, que por esos años se encontraba en una delicada situación financiera. De esa operación surgiría más tarde CorpBanca.
Otros negocios llevados adelante por Selume dicen relación con la agroindustria, la entretención, la educación y la salud.

## Nota
1. ↑  El clan original lo integraban Carlos Abumohor, Espir Aguad, Salomón Díaz, Alberto Kassis, Alejandro Kauak, Munir Khamis, Odde Rishmague, la dupla de Juan Rafael Gutiérrez y Selume, Álvaro Saieh y Fernando Abuhadba.

| Predecesor: Vicente Muñiz Rubio                                           | Presidente de la Bolsa Electrónica de Chile 8 de mayo de 1991 - 22 de abril de 1994 | Sucesor: Adolfo Rojas Gandulfo  |
| Predecesor: Jorge Selume Zaror (como gerente general de Banco Concepción) | Gerente general de CorpBanca 22 de marzo de 1997 - 25 de abril de 2001              | Sucesor: Mario Chamorro Carrizo |

- Datos: Q5936049